# Alano VIII de Rohan
Alano VIII de Rohan fue hijo de Juan I de Rohan y de Juana de Léon (fallecida en 1372). Fue vizconde de Rohan desde 1396 hasta su fallecimiento en 1429.

## Historia
El señorío de Blain y el condado de Porhoët pasaron de la Casa de Clisson a manos de la Casa de Rohan por el matrimonio, en 1407, de Beatriz de Clisson, hija del condestable Olivier V de Clisson, con Alano VIII de Rohan. Los Rohan continuaron con la tradición de los Clisson, especialmente del condestable Olivier; mantuvieron buenas relaciones con sus vasallos (a excepción del período de la Reforma religiosa); y trabajaron en el embellecimiento de su castillo de Blain, que se convirtió en uno de los más hermosos de Francia.

## Descendencia
Tuvieron un único hijo: Alano IX de Rohan, que sucedió a su padre como vizconde de Rohan y a su madre como conde Porhoët.
| Predecesor: Juan I de Rohan | Vizcondado de Rohan (1396-1429) | Sucesor: Alano IX de Rohan |

- Datos: Q2830332